# Oxytropis kamtschatica
Oxytropis kamtschatica är en ärtväxtart som beskrevs av Hulten. Oxytropis kamtschatica ingår i släktet klovedlar, och familjen ärtväxter. Inga underarter finns listade i Catalogue of Life.